# Provinz Germán Busch
Germán Busch ist eine Provinz im südöstlichen Teil des Departamento Santa Cruz im Tiefland des südamerikanischen Anden-Staates Bolivien. Die Provinz wurde nach Germán Busch Becerra benannt.

## Lage
Die Provinz grenzt im Norden an die Provinz Ángel Sandoval, im Nordwesten an die Provinz Chiquitos, im Südwesten an die Provinz Cordillera, im Süden an die Republik Paraguay, und im Osten an die Republik Brasilien.

## Bevölkerung
Die Einwohnerzahl der Provinz Germán Busch ist in den vergangenen drei Jahrzehnten um fast drei Viertel angestiegen:
| Jahr | Einwohner | Quelle       |
| ---- | --------- | ------------ |
| 1992 | 25 426    | Volkszählung |
| 2001 | 33 006    | Volkszählung |
| 2012 | 42 830    | Volkszählung |
| 2024 | 43 935    | Volkszählung |

42,5 Prozent der Bevölkerung sind jünger als 15 Jahre. 80,7 Prozent der Bevölkerung sprechen Spanisch, 6,4 Prozent Quechua und 2,2 Prozent Aymara (1992).
15,8 Prozent der Erwerbstätigen arbeiten in der Landwirtschaft, 1,2 Prozent im Bergbau, 8,0 Prozent in der Industrie, 75,0 Prozent im Dienstleistungssektor (2001).
86,3 Prozent der Einwohner sind katholisch, 11,0 Prozent sind evangelisch (1992).
29,3 Prozent der Bevölkerung haben keinen Zugang zu Elektrizität, 31,9 Prozent leben ohne sanitäre Einrichtung (1992).

## Wirtschaft
Die Wirtschaft der Provinz ruht vor allem auf der Landwirtschaft, daneben spielt die Gewinnung von Bodenschätzen wie Eisenerz und Magnesium eine zunehmende Rolle. Das Eisenerzvorkommen im Berg El Mutún wird heute als eines der wichtigsten Lagerstätten der Welt angesehen, das durch den indischen Konzern Jindal Steel erschlossen werden soll.

## Gliederung
Die Provinz untergliederte sich bei der letzten Volkszählung von 2024 in die folgenden drei Municipios:
- 07-1401 Municipio Puerto Suárez – 17.378 Einwohner
- 07-1402 Municipio Puerto Quijarro – 17.826 Einwohner
- 07-1403 Municipio El Carmen Rivero Tórrez – 8.731 Einwohner

## Ortschaften in der Provinz Germán Busch
- Municipio Puerto Suárez
  - Puerto Suárez 16.643 Einw. – Paradero 1.204 Einw. – Puerto Busch 65 Einw.

- Municipio Puerto Quijarro
  - Puerto Quijarro 11.071 Einw. – Arroyo Concepción 5.302 Einw.

- Municipio El Carmen Rivero Tórrez
  - El Carmen Rivero Tórrez 2.910 Einw. – Santa Ana de Chiquitos 158 Einw.